# Нова-Шавантина
Нова-Шавантина (порт. Nova Xavantina) — муниципалитет в Бразилии, входит в штат Мату-Гросу. Составная часть мезорегиона Северо-восток штата Мату-Гроссу. Входит в экономико-статистический микрорегион Канарана. Население составляет 17 332 человека на 2006 год. Занимает площадь 5526,733 км². Плотность населения — 3,1 чел./км².

## История
Город основан 14 апреля 1944 года. 

## Статистика
- Валовой внутренний продукт на 2003 год составляет 101 564 711,00 реалов (данные: Бразильский институт географии и статистики).
- Валовой внутренний продукт на душу населения на 2003 год составляет 5783,54 реала (данные: Бразильский институт географии и статистики).
- Индекс развития человеческого потенциала на 2000 год составляет 0,760 (данные: Программа развития ООН).